# Arzubiaga
Arzubiaga es un concejo del municipio de Arrazua-Ubarrundia, en la provincia de Álava en el País Vasco, España.

## Geografía
El concejo está situado 7 km al noreste del centro de la ciudad de Vitoria. Está situado al sur del término municipal de Arrazua-Ubarrundia dentro de la Llanada Alavesa, una rica comarca productora de cereales. El concejo se enclava en una pequeña elevación a 549 metros de altura junto al arroyo Zubiate, afluente del Zadorra. La autovía A-1 pasa junto al pueblo, pero no tiene salida directa en él, por lo que se accede al concejo a través de carreteras locales.

## Despoblado
Forma parte del concejo una fracción del despoblado de:
- Doipa.[1]

## Historia
En el siglo XIX se celebraban en el concejo las juntas de la hermandad de Arrazua, por lo que constituía en cierto modo la capital de dicha hermandad y municipio, condición que perdió tras la fusión en un único municipio de Arrazua y Ubarrundia.

## Etimología
El nombre del concejo significa probablemente sitio del puente de piedra.

## Demografía
| Gráfica de evolución demográfica de Arzubiaga entre 2000 y 2017 |
|                                                                 |
| Población de derecho según los censos de población del INE.     |

## Patrimonio
Lo más destacable de su patrimonio es la iglesia parroquial de la Asunción, románica, que sin embargo se encuentra en estado de semi-abandono. Algunos de sus elementos se conservan en la vecina Zurbano y en algunos museos alaveses.

## Fiestas
Sus fiestas se celebran el 15 de agosto en honor a la Asunción de María.